# Євротек
Група компаній «Євротек» — українська мережа компаній, одна з найбільших корпорацій роздрібної торгівлі України.

## Опис
ЗАТ «Євротек» (тепер ПрАТ «Євротек») засноване в 1995 році Михайлом Весельським та Василем Яніцьким. У 2014 році Василь Яніцький став народним депутатом і відійшов від бізнесу.
Протягом 1998-2000 років ЗАТ «Євротек» купує ряд виробничих підприємств та утворює Групу Компаній «Євротек».
24 жовтня 2007 в місті Керч компанія відкриває свій перший супермаркет «Фреш», в наступному році відкриває ще 9 супермаркетів.
Згідно з даними вебсайту ГК «Євротек» на 25 липня 2015 року, група об'єднувала в цілому 62 торгових об'єкти в Україні: 26 економ-супермаркетів «Квартал», 14 − «Союз», вісім супермаркетів «Арсен», дев'ять магазинів "біля дому" «Fresh-маркет» і п'ять торговельних центрів (ТЦ) «Фреш» (мережа розвивається на орендованих площах магазинів херсонської мережі Oskar корпорації «Херсонес»; на середину листопада 2014 року включала також два ТЦ в Керчі і один в Євпаторії в Криму).
До складу групи компаній входять ПрАТ «Євротек» (операційне управління), ПрАТ «РК «Євротек» (роздрібна торгівля; у 2011 році розпочато реорганізацію компанії в рамках реорганізації ЦК) та ПрАТ «Девелоперська компанія «Євротек» (управління нерухомістю, Львів), а також рітейлінгова компанія ТОВ «Альянс Маркет» (забезпечення магазинів товарами, Київ).
У грудні 2015, компанія «Євротек» придбала мережу «Барвінок». Але вже через рік компанія продала більшу частину мережі «Барвінок» іншій великій мережі — АТБ.  Тоді магазини «Барвінок» були реорганізовані на роботу під брендом «АТБ».

## Власники
Єдиним бенефіціаром є Весельський Михайло Миколайович.